# Andy Ward

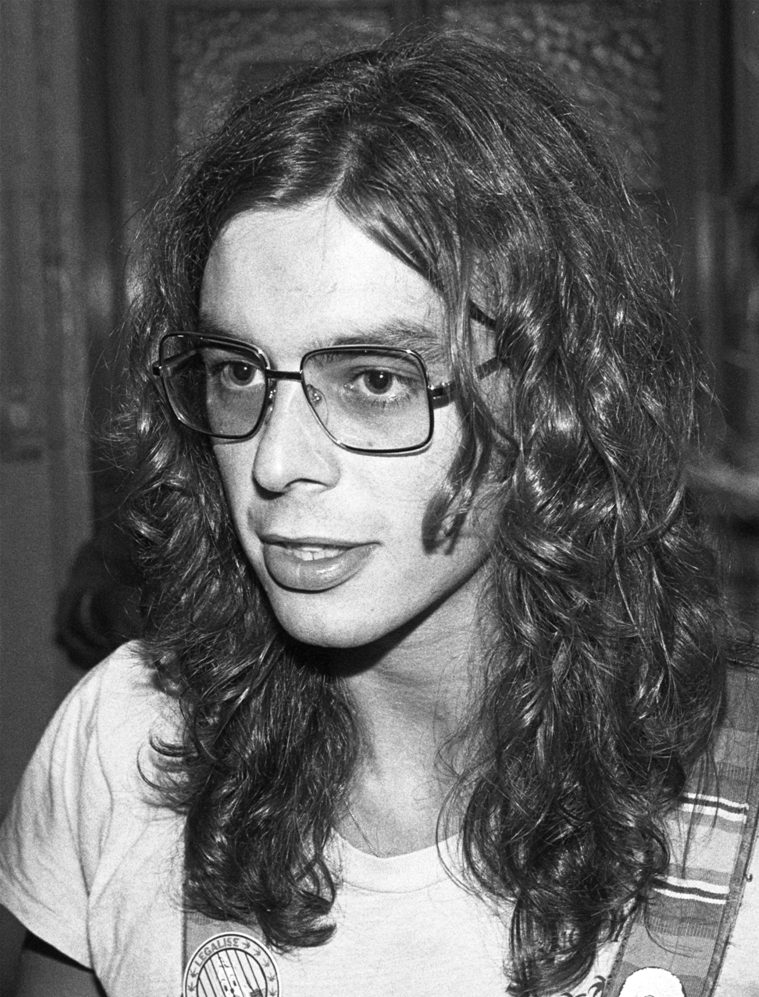
Andy Ward (1977).

Andrew John Ward más conocido como Andy Ward (Epsom, Inglaterra, 28 de septiembre de 1952) es un baterista británico. Es conocido por haber sido miembro fundador del legendario grupo Camel.

## Inicios (1965 - 1969)
Andy comenzó a tocar la batería a los 13 años cuando asistía a la escuela Freemen’s School de Ashtead, Surrey en Londres. 
Su primer grupo se llamó Misty Romance, junto con Geoff McCelland (ex-John Chidren's de Marc Bolan ) y Doug Ferguson.
En 1969 su compañero de escuela y bajista Doug Ferguson, que se había mudado a Guilford para tocar con el guitarrista Andy Latimer, sugiere la incorporación de Ward para el trío de blues al que denominaron The Brew. 
Con esta formación, en agosto de 1971 obtienen su primera grabación profesional como músicos sesionistas para un álbum de Phillip Goodhand-Tait titulado "I Think I'll Write a Song". 

## Camel: 10 años - (1971 - 1981)
A finales de 1971, The Brew publica un anuncio en el periódico inglés Melody Maker buscando tecladista. Gracias a este anuncio Peter Bardens se une al trío The Brew y nace Camel. 
Andy Ward alcanzó una gran popularidad y éxito gracias a Camel. Álbumes como Mirage, The Snow Goose o Moonmadness dejaron un gran legado en el rock británico hasta la actualidad. 
En 1981 durante la gira de Nude, el octavo álbum de Camel, Ward empieza a verse cada vez más afectado por la depresión y el trastorno bipolar. Esto sumado a sus problemas con el alcohol y las drogas, hacen que abandone el grupo.

## Marillion, Richard Sinclair y colaboraciones (1983 - actualidad)
Tras dos años de recuperación, en 1983 Andy Ward ingresa a Marillion en sustitución del baterista original Mick Pointer. Aunque no llegó a grabar en el álbum que el grupo estaba realizando en aquel entonces, se le puede ver en los vídeos promocionales del mismo como The Garden Party y en el programa de la BBC The Old Grey Whistle Test. El único registro existente de Marillion con Ward es en el Festival The Reading realizado en el 83.
Luego de su breve paso por Marillion, empieza a colaborar con Richard Sinclair también antiguo miembro de Camel, y este le anima a seguir reincorporándose en la escena musical y a colaborar con distintos artistas.
A principios de 1990 Ward colaboró con la banda de Richard Sinclair - Caravan of Dreams junto a Hugh Hopper, Vince Clarke y Mark Hewins. En 1994 entró a formar parte de Mirage, grupo compuesto por músicos que habían pasado por Camel y de Caravan. Colaboró también con el grupo The Chrysanthemums, liderado por el excéntrico Terry Burrows (más conocido como Yukio Yung). Por esta época, Ward se convirtió en el baterista de la banda británica The Bevis Frond, con la que ha grabado varios discos.
En 2002 se publicó Sticking Around, un CD recopilatorio de su trabajo con Camel y en otros proyectos.

## Discografía

### Álbumes de estudio
Con Camel:
- Camel (1973)
- Mirage (1974)
- The Snow Goose (1975)
- Moonmadness (1976)
- Rain Dances (1977)
- Breathless (1978)
- I Can See Your House From Here (1979)
- Nude (1981)

Colaboraciones:
- Ade Shaw - Tea for the Hydra  (1985)
- Stan Campbell - Stan Campbell (1987)
- Skaboosh - Freetown (1988)
- Todd Dillingham - Wilde Canterbury Dream (1991)
- Todo Dillingham - Vastrmpty Spaces (1993)
- The Bevis Frond - Sprawl (1994)
- The Bevis Frond - Superseeder (1995)
- Terry Burrows - Goodbye Pork Pie Brain (1995)
- Terry Burrows - Hello Pulsing Vein (1995)
- Terry Burrows - Mostly Water (1996)
- Richard Sinclair - Caravan of Dreams (1996)
- Richard Sinclair - RSVP (1997)
- the Deviants - Have Left the Planet (1997)
- The Bevis Frond - Valedictory Songs (1998)
- The Chrysanthemums - The Baby’s Head (1999)
- Steve Adams - Vertigo (1999)
- The Bevis Frond - What Did for the Dinosaurs (2002)
- Anton Barbeau - King of Missouri (2002)
- Hugh Hopper - In a Dubious Manner (2003)
- Andy Ward - Sticking Around (2003)

### En vivo
- Camel - Greasy Truckers Live At Dingwalls’ Dancehall (1973)
- Camel - A Live Record (1978)
- Camel - On The Road (1992)
- Richard Sinclair - An Evening Of Magic (1993)
- The Bevis Frond - Live at the Great American Music Hall (1998)
- Country Joe McDonald - Eat Flowers and Kiss Babies (1998)

### Recopilaciones
- Camel - The Chameleon - The Best Of Camel (1982)
- Camel - The Collection (1986)
- Camel - Landscapes (1991)
- Camel - Echoes (1993)
- Camel - Master Series (1997)
- Camel - Lunar Sea (2001)
- Camel - Rainbow's End Anthology (2010)

### DVD
- Marillion - The Videos 1982-1986 (2001)
- Camel - Curriculum Vitae (2003)
- Camel - Footage (2004)
- Camel - Footage II (2005)
- Camel - Moondances (2007)

- Datos: Q607999
- Multimedia: Andy Ward / Q607999